# Ilir Soulimani
Ilir Soulimani, švicarski taekwondoaš i član Švicarske juniorske taekwondo reprezentacije. Na europskom juniorskom prvenstvu 2014. godine došao je do četvrtine finala, gdje je izgubio od turskog predstavnika Berckana Sunge. Od športskim uspjeha ističu se tri zlatne medalje u 2014. godini, koje je osvojio u Zagrebu, Beogradu i Innsbrucku.

## Vanjske poveznice
- Ilir Soulimani on Taekwondo data